# Jamaica az 1992. évi téli olimpiai játékokon
Jamaica a franciaországi Albertville-ben megrendezett 1992. évi téli olimpiai játékok egyik részt vevő nemzete volt. Az országot az olimpián 1 sportágban 5 sportoló képviselte, akik érmet nem szereztek.

## Bob
| Versenyző                                               | Versenyszám | 1. futam | 1. futam | 2. futam | 2. futam | 3. futam | 3. futam | 4. futam | 4. futam | Összesítés | Összesítés |
| Versenyző                                               | Versenyszám | Idő      | Hely.    | Idő      | Hely.    | Idő      | Hely.    | Idő      | Hely.    | Idő        | Helyezés   |
| ------------------------------------------------------- | ----------- | -------- | -------- | -------- | -------- | -------- | -------- | -------- | -------- | ---------- | ---------- |
| Dudley Stokes Chris Stokes                              | Kettes      | 1:02,93  | 37.      | 1:03,30  | 37.      | 1:03,38  | 36.      | 1:03,15  | 36.      | 4:12,76    | 36.        |
| Devon Harris Ricky McIntosh                             | Kettes      | 1:02,57  | 34.      | 1:02,88  | 33.      | 1:03,13  | 35.      | 1:03,10  | 35.      | 4:11,68    | 35.        |
| Dudley Stokes Ricky McIntosh Michael White Chris Stokes | Négyes      | 1:00,12  | 25.      | 1:00,48  | 27.      | 1:00,38  | 24.      | 1:00,39  | 25.      | 4:01,37    | 25.        |